# Acord general sobre els privilegis i les immunitats del Consell d'Europa
L'Acord general sobre els privilegis i les immunitats del Consell d'Europa, conclòs en aplicació de l'Estatut del Consell d'Europa (STE núm. 002), determina les immunitats i els privilegis necessaris per a l'exercici de les funcions dels representants dels estats membres en el Comitè de Ministres i l'Assemblea Parlamentària, i la Secretaria. Entre aquestes immunitats i privilegis destaquen la personalitat jurídica del Consell d'Europa, la immunitat de jurisdicció, la inviolabilitat de locals i edificis.